# Vicente Ferraz
Pour les articles homonymes, voir Ferraz.
Vicente Ferraz, né en 1965 à Rio de Janeiro  (Brésil),, est un réalisateur, scénariste et directeur de la photographie brésilien.
Il est surtout connu pour Soy Cuba, O Mamute Siberiano (2004), L'État du monde (2007) et Road 47 (en) (A Estrada 47, 2013).

## Biographie
Vicente Ferraz étudie la communication à l'Université pontificale catholique de Rio de Janeiro (PUC-Rio) avant de poursuivre ses études de cinéma à Cuba.

## Filmographie partielle
Sauf indication contraire, les informations mentionnées dans cette section peuvent être confirmées par la base de données cinématographiques IMDb,  présente dans la section « Liens externes ».

### Au cinéma
- 1989 :  Carrera contra el tiempo (court métrage ; réalisation, scénariste)
- 1991 :  Rincón de San Lázaro (court métrage ; directeur de la photographie)
- 2004 : Soy Cuba, le mammouth sibérien (Soy Cuba, O Mamute Siberiano ; réalisation, scénariste, directeur de la photographie)
- 2007 : L'État du monde (réalisation : segment « Germano »)
- 2010 : El último comandante (pt) (réalisation, scénariste, directeur de la photographie)
- 2010 : Arquitetos do Poder (pt) (réalisation)
- 2013 : Road 47 (en) (A Estrada 47 ; réalisation, scénariste)
- 2014 : Rompiendo la ola (pt) (scénariste, directeur de la photographie)
- 2019 : Che, memories of a secret year (en) (directeur de la photographie)
- 2025 : Hijo de Tigre y Mula (pt) (scénariste)

## Récompenses et distinctions
Sauf indication contraire, les informations mentionnées dans cette section peuvent être confirmées par la base de données cinématographiques IMDb,  présente dans la section « Liens externes ».
Vicente Ferraz a remporté sept prix et a été nominé à neuf reprises.